# Премиров, Михаил Львович
Михаил Львович Премиров (1878—1935) — прозаик, очеркист.

## Биография
Родился 21 июня 1878 года (по старому стилю), в селе Ахматово Ардатовского уезда Симбирской губернии. Сын священника, умершего от тихого помешательства в Сызранском монастыре, когда Премирову было 4 года. Рос в нужде. Премирова воспитывала мать, приходская просвирня в мордовских сёлах. Казённокоштный учащийся в Симбирском духовном училище (с 1890) и Симбирской духовной семинарии, которую окончил по первому разряду в 1899 году. Прослужив некоторое время псаломщиком и учителем, поступил на медицинский факультет Юрьевского университета (1901), через год перешёл на естественный факультет. Причиной ухода из университета (1904) послужило участие в студенческих волнениях и увлечение литературным трудом. Завершил образование только в 1914 в Казанском университете (в возрасте 35 лет).
Первая публикация — рассказ «Из детства» (1899). В 1904 году Премиров посылал М. Горькому пьесу «Две красоты» но не решился её публиковать. Премиров поселился в Саратове, где жила его сестра (1905). Сотрудничает в местных газетах. В «Приволжском крае» помещает рассказ «Драма живой души» (1905), ведёт судебную хронику. В «Саратовском дневнике» публикует политические фельетоны, очерки на актуальные темы - реалистичные зарисовки из жизни русской глубинки: «Среди крестьян. (Из рассказов человека без имени)» (1906) — о недавних крестьянских бунтах в Саратовской губернии, «Вдали от жизни. (Деревенские настроения)» (1906) — о росте социального протеста в крестьянской среде. Для героев Премирова характерны неудовлетворенность жизнью и стремление к свободе: рассказ «К вечной свободе» (1906), «Освобождение» (1906), «Люби жизнь! (Записки неврастеника)» (1906, под псевдонимом Анна Меч). Для произведений Премирова характерна остросоциальная окраска: «Брошенные дети», «Христиане». В 1917 году в Москве вышла книга Премирова «Кабак», объединившая рассказы из жизни деревенских священников, некоторые отличают сочный яркий язык, трогательность образов и известную пасторальность повествования («Кабак», «Пчёлы», «Яблоки»), в других преобладают мрачный колорит, безысходная тоска и скука в описании церковного и сельского быта («В церковной караулке», «Чёрный таракан», «Мертовшино»).
В 1914—1925 года Премиров жил в Орске Оренбургской губернии, служил преподавателем реального училища и женской гимназии. В 1925 году переехал в Ульяновск, прослужив год в школе, уволился по нездоровью в отставку. Отношение к новой послереволюционной действительности отразилось в его драме «Всадник на вороном коне» (1923), рисующей массовый ужасающий голод, вызвавший поток беженцев из городов, толкающий людей на преступление, на забвение Бога. Полное падение общественных нравов, пробуждение всех грубых инстинктов
(пьянство, грабежи, разврат) — такова «революционная новь» в романе «Счастливый остров» (1923). Многочисленные произведения этих лет не были опубликованы (драматические сочинения «Пол», «Преступление доктора Черепанова», «Церковь святого дьявола», роман «Злая крепость», фантастические произведения «Женщина с утренней звезды», «Бескровный мир», рассказы). 23 апреля 1935 года Премиров, вместе с сыном Львом, в то время студентом Московского художественного техникума, был приговорён Военным трибуналом Приволжского военного округа к шести годам лагерей (по статье 58-4, 11 — помощь международной буржуазии, направленной на свержение социалистического строя). Реабилитирован в 1964 году.